# 1606 Jekhovsky
1606 Jekhovsky è un asteroide della fascia principale. Scoperto nel 1950, presenta un'orbita caratterizzata da un semiasse maggiore pari a 2,6926615 UA e da un'eccentricità di 0,3147780, inclinata di 7,69656° rispetto all'eclittica.
L'asteroide è dedicato all'astronomo russo, naturalizzato francese, Veniamin Pavlovič Žechovskij.